# Kibworth Beauchamp
Kibworth Beauchamp – wieś i civil parish w Anglii, w Leicestershire, w dystrykcie Harborough. W 2011 roku civil parish liczyła 4065 mieszkańców. Kibworth Beauchamp jest wspomniana w Domesday Book (1086) jako Chiburde.